# ویژنوژم
شهر ویژنوژم (به فرانسوی: Wijnegem) در شهرستان آنتوئر در استان آنتوئر در منطقه فلاندری در کشور بلژیک واقع شده‌است.